# Svartalvheim (musikalbum)
Svartalvheim är det norska black metal-bandet Ancients debutalbum, utgivet 1994 av skivbolaget Listenable Records.

## Låtlista
1. "Svartalvheim" (instrumental) – 1:23
2. "Trumps of an Archangel" – 3:50
3. "Huldradans" – 5:53
4. "The Call of the Absu Deep" – 5:30
5. "Det glemte riket" – 6:59
6. "Paa evig vandring" – 9:15
7. "Ved trolltjern" – 4:22
8. "Eerily Howling Winds" – 4:20
9. "Likferd" – 4:52
10. "Outro" (instrumental) – 2:28

- Text: Grimm
- Musik: Aphazel

## Medverkande
Musiker (Ancient-medlemmar)
- Aphazel (Magnus Garvik) – gitarr, basgitarr, keyboard
- Grimm (Henrik Endresen) – trummor, sång

Produktion
- Cato Langnes – producent, ljudtekniker
- Ancient – producent
- Sven Erga – digital redigering
- Jannicke W. Hansen – omslagskonst, logo
- Jørn Stadskleiv – foto